# Концано
Концано (итал. Conzano) је насеље у Италији у округу Алесандрија, региону Пијемонт.
Према процени из 2011. у насељу је живело 278 становника. Насеље се налази на надморској висини од 253 м.

## Становништво
| 1936. | 1951. | 1961. | 1971. | 1981. | 1991. | 2001. | 2011. |
| ----- | ----- | ----- | ----- | ----- | ----- | ----- | ----- |
| 1.460 | 1.232 | 1.029 | 829   | 793   | 868   | 1.005 | 1.015 |